# Виджа
Виджа (пол. Wydrza) — село в Польщі, у гміні Ґрембув Тарнобжезького повіту Підкарпатського воєводства.
Населення — 1260 осіб (2011).
У 1975-1998 роках село належало до Тарнобжезького воєводства.

## Демографія
Демографічна структура станом на 31 березня 2011 року:
|          | Загалом | Допрацездатний вік | Працездатний вік | Постпрацездатний вік |
| -------- | ------- | ------------------ | ---------------- | -------------------- |
| Чоловіки | 635     | 151                | 405              | 79                   |
| Жінки    | 625     | 106                | 341              | 178                  |
| Разом    | 1260    | 257                | 746              | 257                  |